# ジオ・メトロ
メトロ（Metro ）は、ゼネラルモーターズ・カナダとスズキの合弁企業「CAMIオートモーティブ」が製造し、かつてジオ、シボレーブランドで販売していた乗用車である。

## 初代（1989年 - 1994年）
小型車ブランド「ジオ」の立ち上げに際し、スズキからGMへOEM供給されていた「シボレー・スプリント」をリバッジしたモデルとして誕生した。スプリント自体はスズキが北米進出する際に初めて生産したモデルで、カルタスの姉妹車にあたる。ラインナップは3ドアもしくは5ドアハッチバックで、後にカブリオレが追加される。4ドアセダンはカナダでのみ販売された。
インテリアは同時期に発売されていたジオ・ストームと同様に、インパネ周りにサテライトスイッチを装備していた。
搭載される直列3気筒エンジンの排気量は1.0 L、出力は50馬力と北米で販売される自動車の中では非常に貧弱ではあったが、燃費は当時のアメリカ車の中ではずば抜けて良く、また装備も必要最低限のものしかなく割り切られて作られていたため販売価格は非常に低廉であった。当時はガソリン価格が上昇していた時期であり、故障率も低かったことからサブコンパクトカー（バジェットカー）としてヒットし、ジオブランドの序盤の成功を築いた。
当初ラインナップは5速MTの「XSi」のみであったが、翌1990年に3速AT、エアコン、ステレオを装備した「LSi」が追加され、その後もマイナーチェンジが行われるたびに快適装備が追加されていった。また、1991年に受注生産が開始されたカブリオレはこのクラスでは珍しく2万台以上を売り上げ、大きく好評を博していた。これにより当時北米市場で知名度の低かったスズキ製モデルの認知に貢献することとなった。
1989年当初はカナダではジオブランドは展開されておらず、ポンティアック・ファイアフライとして販売された。同国においてはスプリントは引き続きシボレー名義で販売されていたが、1992年にはカナダでもジオブランドでの販売がスタート、同年よりハッチバック、セダンともに「メトロ」を名乗っている。
なおメトロの生産はハッチバック、カブリオレは当初はスプリント同様に日本で行われていたが、後の1990年よりGMと共同設立したCAMIオートモーティブに拠点を移動させ、セダンのみ日本で製造が継続された（セダンは日本のカルタス・エスティームのリバッジであった）。
1994年までの5年間製造され、その後2代目へとモデルチェンジしている。

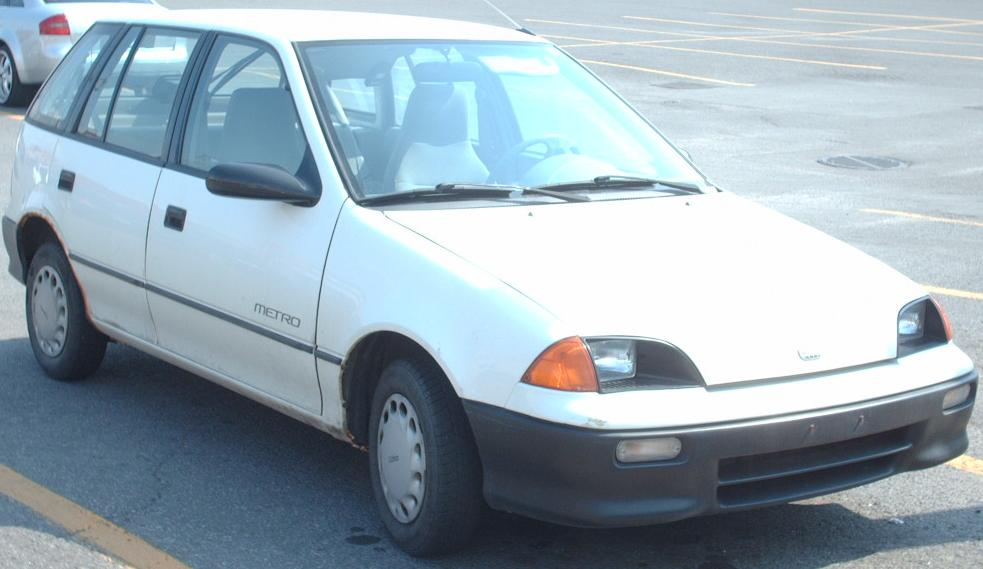
5ドアハッチバック
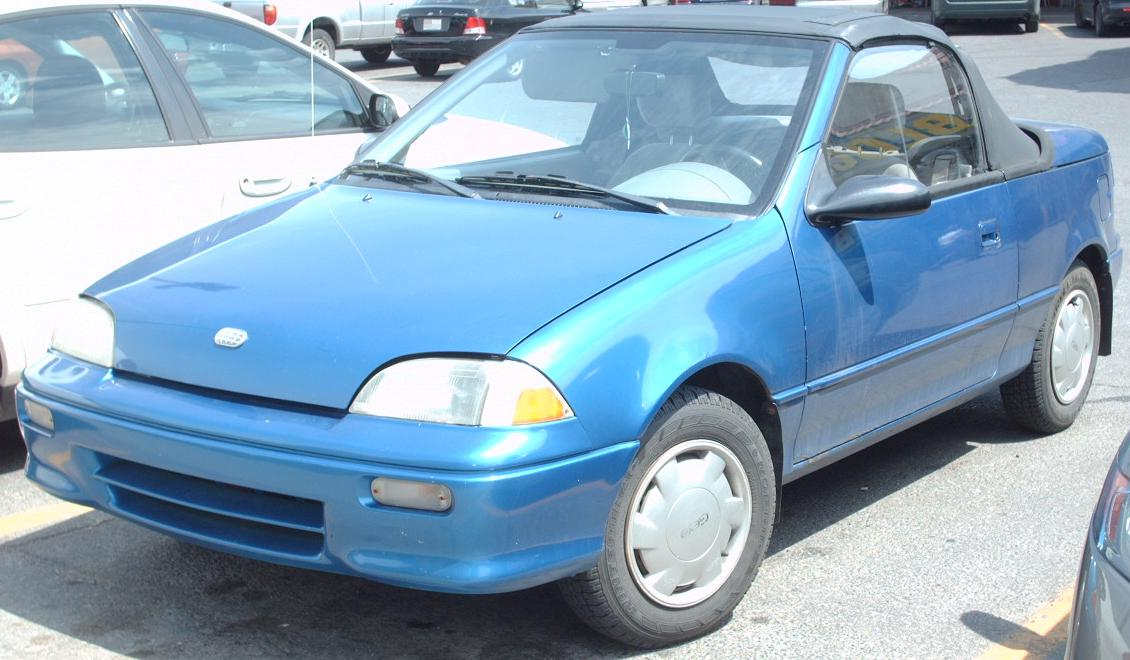
カブリオレ
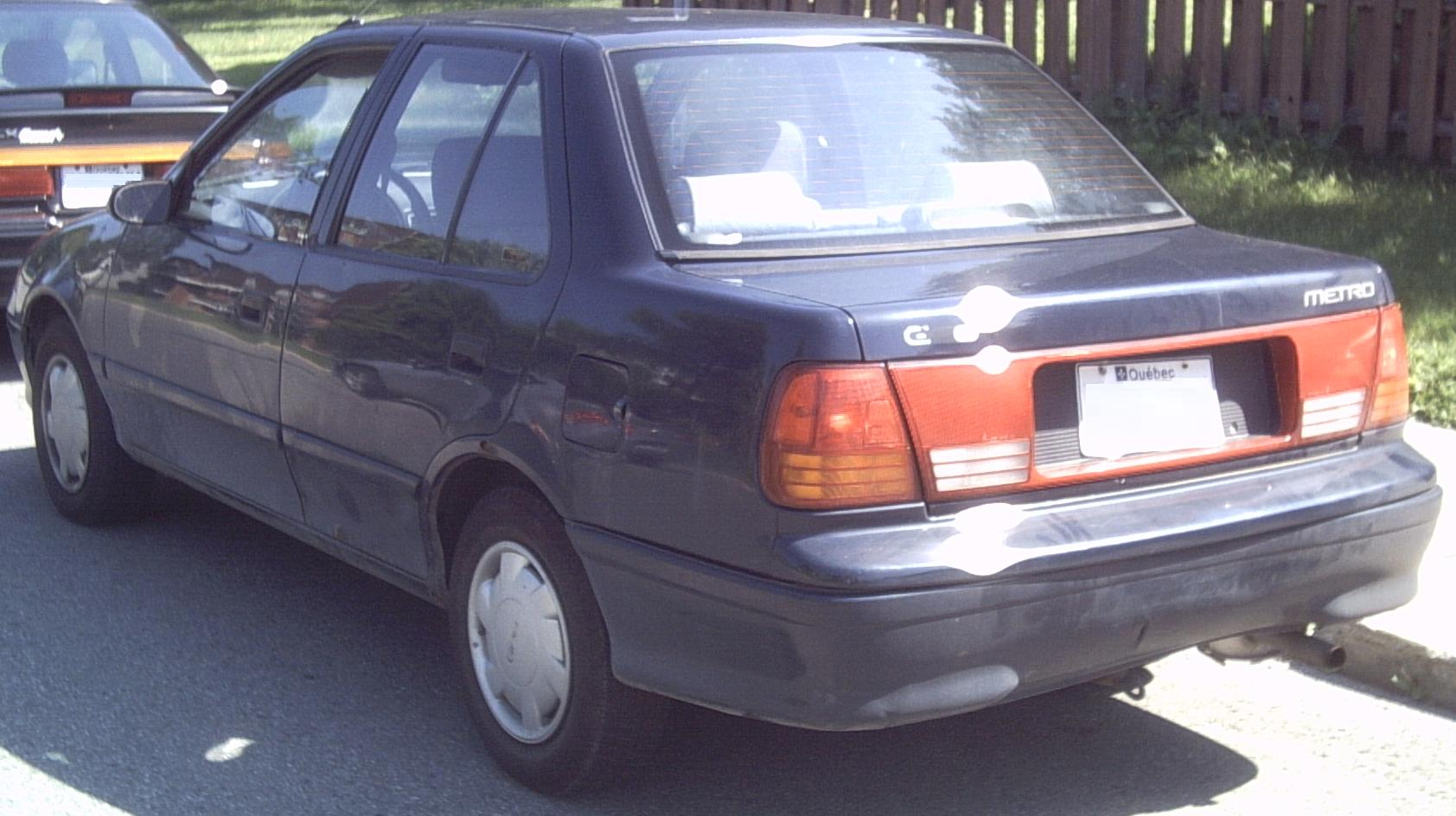
セダン

## 2代目（1994年 - 2001年）
1995年に2代目へとフルモデルチェンジ。モデルチェンジに際してはキープコンセプトであるが、日本仕様のカルタスと共通だった先代とは異なり、海外向けの専売車種となった。基本コンポーネントが一新された日本向けのカルタスクレセントとは異なり、先代からその多くを流用している。
エンジンは同形式ながら新設計のものが用意され、ベースモデル、「LSi」ともにわずかながら出力が向上している。衝突安全性も1997年基準のものが採用されており、ボディ剛性が3割増しになっているほか、デュアルエアバッグも装備した。またGMのラインナップとしては、法規改正後初めてデイタイムランニングライトを標準装備したモデルでもあった。
1998年のジオブランドの廃止に伴い、メトロは翌1999年よりシボレーブランドで販売されることとなった。同じジオからの引き継ぎでも同時期にモデルチェンジしたプリズム、トラッカーとは異なり、メトロは2代目のままバッジのみを変更する形で販売が継続された。
2001年に生産終了。モデルチェンジは行われず、同クラスの代替車両としてGM大宇製の「アベオ」に引き継がれた。

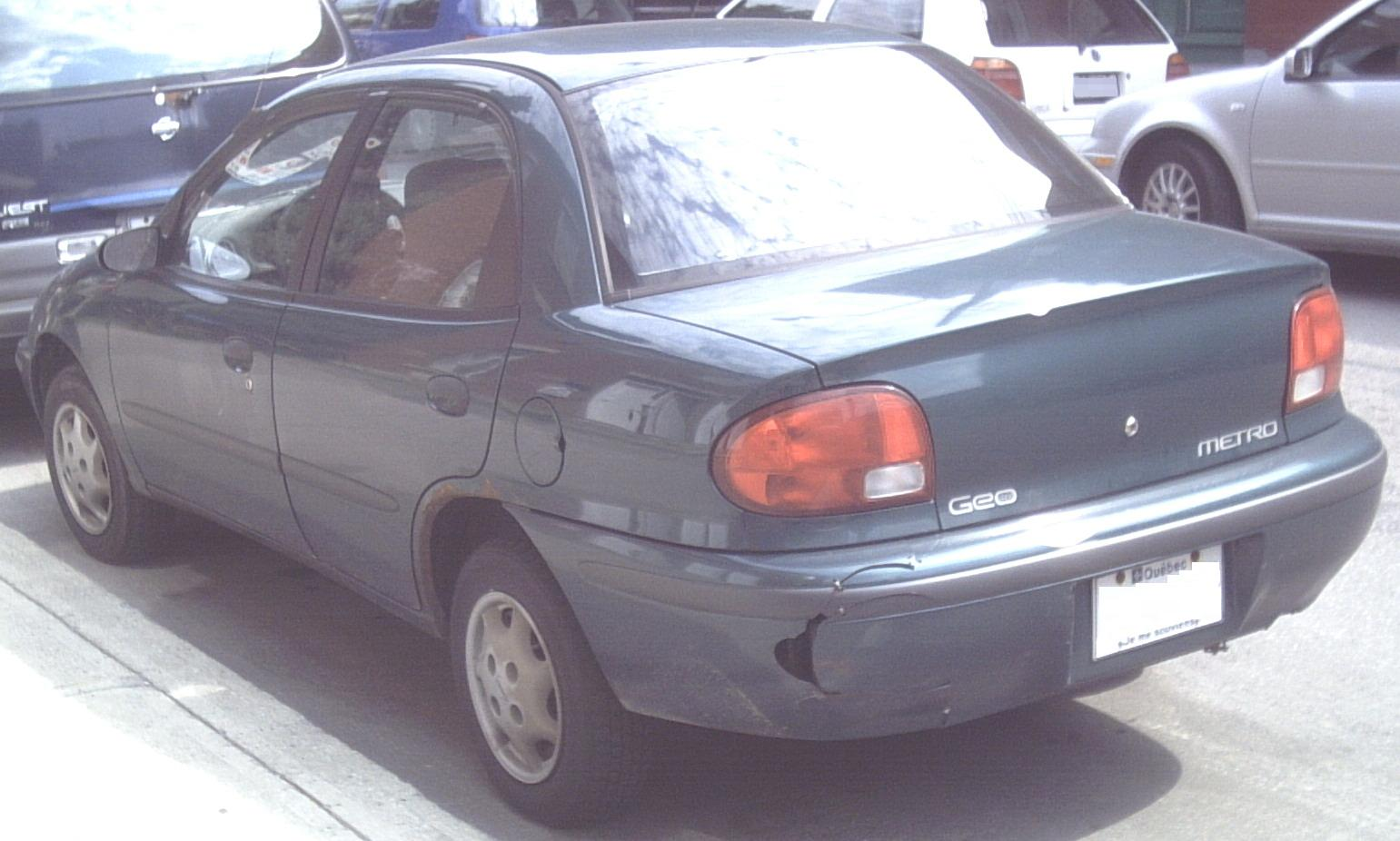
セダン（ジオブランド）
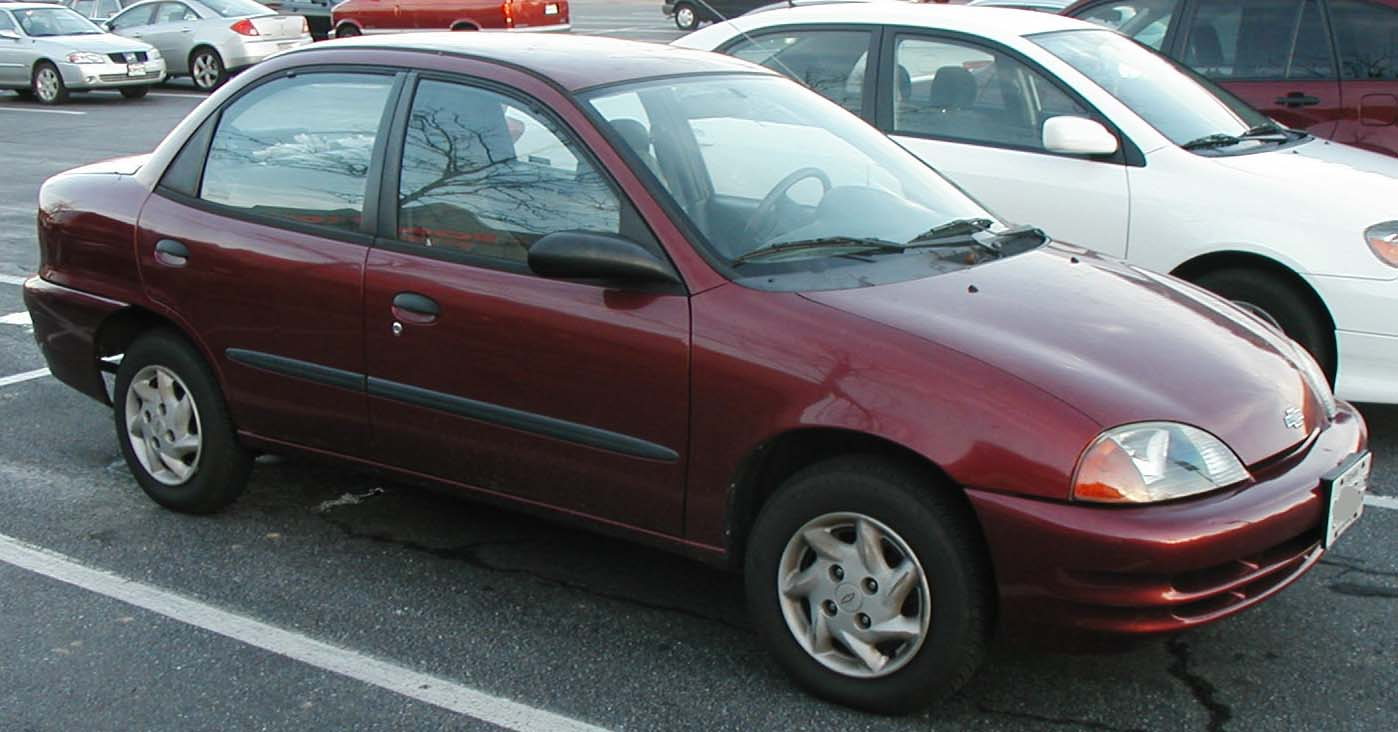
セダン（シボレーブランド）